# Ghiacciaio Heezen
Il ghiacciaio Heezen (in inglese Heezen Glacier) è un ghiacciaio lungo quasi 15 km situato sulla costa di Black, nella parte orientale della Terra di Palmer, in Antartide. Il ghiacciaio, il cui punto più alto si trova  a circa 320 m s.l.m., fluisce in direzione nord-est a partire dal ramo orientale della dorsale Wegener fino ad entrare nell'insenatura di Violante, a est del monte Reynolds, andando così ad alimentare la piattaforma glaciale Larsen D.

## Storia
Il ghiacciaio Heezen fu mappato dallo United States Geological Survey sulla base di fotografie aeree scattate dalla marina militare statunitense tra il 1966 e il 1969 e fu così battezzato nel 1977 dal Comitato britannico per i toponimi antartici in onore del geologo marino ed oceanografo Cody J. Heezen, professore di geologia all'Osservatorio geologico Lamont—Doherty della Columbia University dal 1964 al 1977.